# Selenografia

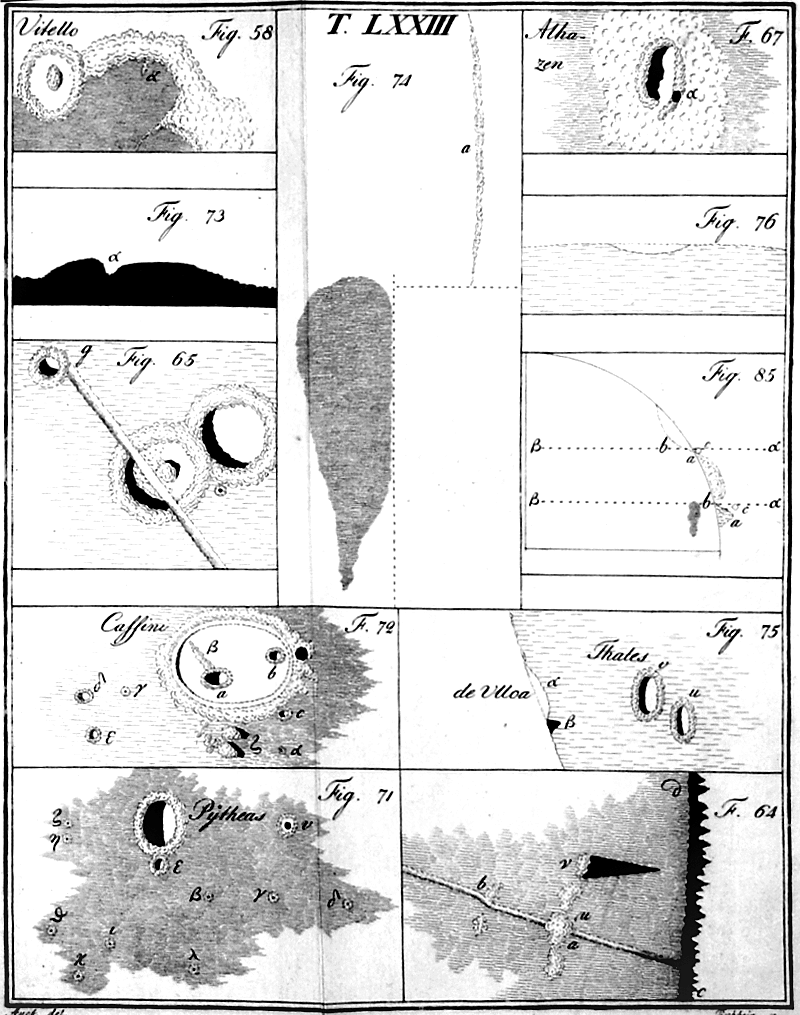
Selenografia jako tradycyjna nauka: przykłady z Johanna Hieronymusa Schrötera Fragmenty selenograficzne (1791)

Selenografia (stgr. Σελήνη, Selḗnē – Księżyc; bogini i uosobienie Księżyca w mitologii, γράφω, gráphō – pisać) – dziedzina astronomii zajmująca się badaniem (opisem) powierzchni Księżyca (naturalnego satelity Ziemi). Jest odpowiednikiem geografii.

## Rozwój selenografii
Twórcą terminu selenographia był angielski lekarz William Gilbert, który około 1600 sporządził mapę tarczy Księżyca, obserwując ją jeszcze gołym okiem. Określenie to upowszechnił po raz pierwszy w druku Francis Bacon w dziele Novum organum (1620).
Drogę do systematycznych badań powierzchni Księżyca i rysowania jej map otworzyła luneta Galileusza, choć Włocha w teleskopowych obserwacjach Księżyca ubiegł Thomas Harriot. Pierwszy program stworzenia szczegółowej mapy Księżyca zainicjowali Francuzi, Pierre Gassendi i Nicolas-Claude Fabri de Peiresc, zatrudniając rysownika Claude'a Mellana. Jego efektem są opublikowane w 1637 miedzioryty z tarczą Księżyca o średnicy 20 cm – raczej przedstawienie artystyczne pretendujące do realizmu niż mapa. Za pierwszą kompletną mapę Księżyca uznaje się miedzioryt (o średnicy 34 cm) wydrukowany w 1645 przez Flamanda Michaela Florentiusa van Langrena. Był to druk ulotny i nie wywarł tak wielkiego wpływu na rozwój selenografii, jak opublikowane w 1647 dzieło gdańszczanina Jana Heweliusza Selenographia. Zwyczaj przedstawiania Księżyca „do góry nogami”, tak jak widać go w odwracającym obraz teleskopie astronomicznym zapoczątkowali Antonius Maria Schyrlaeus de Rheita (1645) i Francesco Fontana (1646). Kolejną popularną mapę Księżyca stworzył Francesco Maria Grimaldii, a opublikował ją w 1651 w swoim dziele Almagestum novum Giovanni Battista Riccioli. Następna ważna w XVII w. mapa Srebrnego Globu powstała w 1679 w Obserwatorium Paryskim pod okiem Jeana Dominique'a Cassiniego.
Mapy Heweliusza, Grimaldiego i Cassiniego cieszyły się powodzeniem do połowy XVIII w., kiedy to Tobias Mayer sporządził mapę Księżyca, posługując się mikrometrem. Została ona opublikowana w 1775, po jego śmierci (dwie wersje o średnicy 20 i 40 cm). Wyznaczyła one nowe standardy selenografii. Kolejne ważne przedsięwzięcia kartowania powierzchni Księżyca to: Selenotopographische Fragmente Johanna Hieronymusa Schroetera (t. 1: 1791, t. 2: 1802); mapy Wilhelma Gotthelfa Lohrmanna, publikowane sukcesywnie w latach 1824, 1839 i, pośmiertnie, 1878; Mappa selenographica Johanna Heinricha Mädlera i Wilhelma Beera (1834–1836). Ci ostatni wydali również monografię Der Mond (1837), podsumowującą w systematyczny sposób wiedzę o Księżycu i historię selenografii.
Druga połowa XIX w. przyniosła mapy Księżyca autorstwa Edmunda Neisona (1876) i Juliusa Schmidta (1878), wykonane tradycyjnymi metodami obserwacyjnymi. W tym czasie do selenografii wkroczyła fotografia. Pierwszy dagerotyp Księżyca wykonał w 1840 w Nowym Jorku John William Draper. Dalszy rozwój fotografii doprowadził na przełomie XIX i XX w. do powstania kilku fotograficznych atlasów Księżyca. Ostatnim wielkim osiągnięciem selenografii u progu epoki lotów kosmicznych były dwie prace, których powstanie zainicjował Gerard P. Kuiper: Photographic Lunar Atlas (1960) i Rectified Lunar Atlas (1963).